# Prose métrique
On appelle prose métrique une forme de prose obéissant à certaines contraintes métriques (auxquelles échappe normalement la prose). L'expression s'applique en particulier à une forme de prose rencontrée couramment dans les littératures grecque et latine et permise par le caractère quantitatif du grec et du latin : les fins de phrase sont constituées de clausules (ou clausules métriques), c'est-à-dire de combinaisons fixes de longues et de brèves.

## Littérature latine
Les effets permis par la prose métrique sont particulièrement utiles à l'orateur, comme le montrent Cicéron, dans l’Orator, et Quintilien, dans l’Institution oratoire, IX, 4. Cicéron a pratiqué systématiquement l'art des clausules, mais la prose métrique n'est pas réservée aux orateurs : des historiens comme Salluste, César, Tite-Live, Suétone et partiellement Tacite, d'autres écrivains comme Sénèque, Pline le Jeune, Apulée, et même des auteurs de traités techniques comme Vitruve, se soumettent, plus ou moins systématiquement, aux lois de la prose métrique.
La prose métrique évite les combinaisons métriques de la poésie, avec laquelle elle ne doit pas se confondre. Elle partage cependant avec la versification gréco-latine certains éléments tels que la quantité indifférente de la dernière syllabe ou la pratique de l'élision et de la synalèphe. À la différence du poète qui peut conserver dans toute une œuvre le même schéma rythmique (comme l'hexamètre dactylique dans l'épopée), le prosateur doit rechercher la variété des clausules, en fonction de l'effet à produire, et fuir la monotonie.
L'existence des clausules est précieuse pour l'établissement des textes, car elles permettent souvent de choisir entre plusieurs variantes et d'écarter des conjectures non conformes.